# Leptophion antennatus
Leptophion antennatus là một loài tò vò trong họ Ichneumonidae.